# IMIDA
El Instituto Murciano de Investigación y Desarrollo Agrario y Medioambiental (IMIDA) es un organismo autónomo de la Comunidad Autónoma de la Región de Murcia, adscrito a la Consejería de Agricultura, Agua y Medio Ambiente, dedicado a la Investigación, Desarrollo e Innovación (I+D+i) en materia agrícola, ganadera, alimentaria, forestal y medioambiental.
Tiene su sede en la "Estación Sericícola" de La Alberca, en el municipio de Murcia.

## Funciones del organismo autónomo
El IMIDA es un organismo público de investigación, que tiene la condición de organismo autónomo, dotado de personalidad jurídica, patrimonio propio y plena capacidad de obrar para el cumplimiento de sus fines.
Entre sus funciones se encuentran: 
- Elaboración y ejecución de proyectos de investigación tanto propios como concertados con otros organismos, relacionados con los sectores enunciados.[2]
- Transferir los resultados obtenidos y fomentar las relaciones con los sectores, para conocer sus necesidades de I+D.[2]
- Formación de especialistas agrarios a través de cursos nacionales e internacionales, así como promover y fomentar las relaciones científicas y tecnológicas con otras instituciones regionales, nacionales o internacionales, también organizar congresos, foros o reuniones científicas.[2]
- Asesoría a los órganos dependientes de la Administración regional o estatal y a las empresas o cooperativas, para ayudar a los agricultores a conseguir un manejo racional y eficiente de los medios de producción.[2]

## Dirección
El Director es el máximo órgano unipersonal del IMIDA

## Gerencia
Dependiendo la Dirección, se encuentra la Gerencia, que actúa como secretaria general, y en la que se incluyen:
- Servicio de Gestión Económica-Administrativa (SGEA).
- Oficina de Transferencia de Resultados de la Investigación (OTRI).

## Observatorio del Mar Menor
En el IMIDA se integra el Observatorio del Mar Menor, cuyo Director ha de ser funcionario de carrera.

## Fincas experimentales dependientes del IMIDA
- Red de Fincas Experimentales Cooperativas. REFECO
- Finca Experimental "Lomo las Suertes" en Totana
- Finca Experimental "La Pilica" en Águilas
- Finca Experimental "Agua Amarga" en Cieza
- Finca Experimental "El Mirador" en San Javier